# Abadía de Balmerino
La Abadía de Balmerino, o Abadía de San Eduardo, en Balmerino (Fife, Escocia) era una comunidad monástica cisterciense fundada el día de Santa Lucía de 1229 por monjes de la Abadía de Melrose bajo el mecenazgo de Ermengarda de Beaumont, que compró las tierras que forman la casi totalidad de la parroquia actual, y su hijo el rey Alejandro II de Escocia. Siempre fue una abadía dependiente de la de Melrose. Contaba con unos veinte monjes a principios del siglo XVI, pero entró en declive durante ese siglo. En diciembre de 1547 fue incendiada por un ejército inglés y más tarde, en 1559, dañada por protestantes escoceses. En 1604 se transformó en un señorío secular para James Elphinstone, 1.er Lord Balmerino.
En los terrenos de la abadía se encuentra un castaño español, uno de los más viejos de Escocia. Cuenta la leyenda que se plantó en 1229, cuando la abadía se consagró, aunque estudios más recientes le dan una edad de solo quinientos años.

## Historia
Cuando la viuda Guillermo I de Escocia y su hijo, el rey Alejandro II invitaron a los monjes de la abadía de Melrose a fundar una abadía dependiente de la suya, el lugar elegido se conocía como Balmerinach o el sitio de St Merinac, llamado así por uno de los monjes que acompañaron a San Régulo cuando llevó a Escocia los huesos de San Andrés. Es tentador creer que la abadía se fundó en el mismo sitio en el que St Merinac habría construido una capilla unos 800 años antes.
Alejandro II otorgó el título fundacional en 1231 y el hecho de que la reina Ermengarda fuera enterrada en 1233 bajo el altar indica que los trabajos progresaban adecuadamente en la iglesia abacial. Se sabe que los trabajos continuaban en 1286 y se cree que la abadía se acabó alrededor del cambio de siglo.  La abadía es excepcional al tener el claustro al norte de la iglesia, aunque ocurre lo mismo en la abadía de Melrose.
La abadía fue incendiada por un ejército inglés a las órdenes del Conde de Hertford en 1547 pero se reconstruyó rápidamente. En 1560 sufrió daños más importantes a manos de los protestantes durante la Reforma Escocesa. La abadía entró en declive y en 1605 fue otorgada a sir James Elphinstone, 1.er Lord Balmerino.

## Estado actual

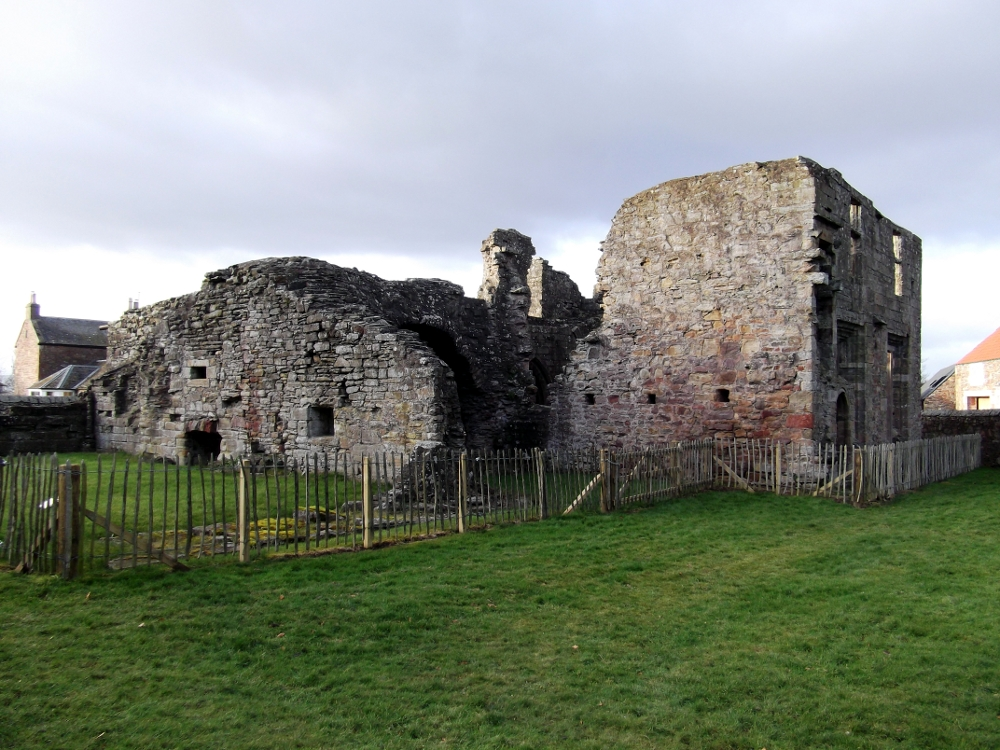
Abadía de Balmerino el 13 de febrero de 2012

La abadía sufrió mucho durante los años posteriores a la Reforma y no queda mucho en pie. Las estructuras más importantes son los muros y las bóvedas de la sacristía, la sala capitular y el locutorio y la parte baja de algún muro del transepto norte de la iglesia.
El lugar que ocupaba el altar sobre la tumba (profanada en 1831 según la leyenda) de Ermengarda se encuentra señalado por una enorme cruz de madera. En 1910 el propietario de los terrenos donde se asienta la abadía contrató a Francis William Deas para supervisar el edificio y llevar a cabo un programa de reparaciones y consolidación del mismo.
La abadía se encuentra ahora bajo el control del National Trust for Scotland y se pide una donación voluntaria al no haber taquilla o personal permanente.
Desde el verano de 2007, un cartel notifica a los visitantes que las donaciones se usarán en el futuro para mejorar el estado de estos edificios y permitir que puedan ser visitados de nuevo.

## Sepulcros
- Ermengarda de Beaumont

## Galería de fotos

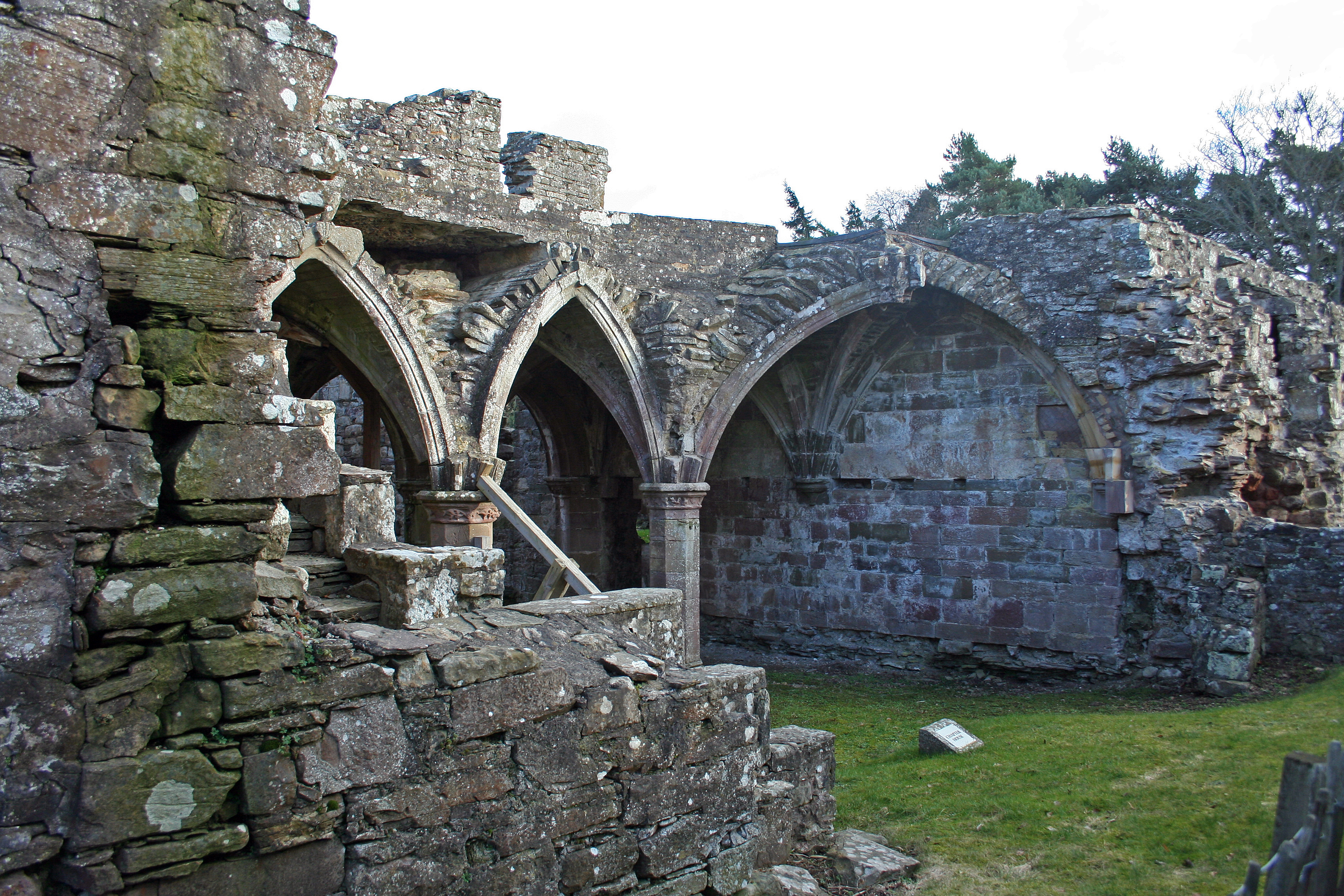
Sala capitular
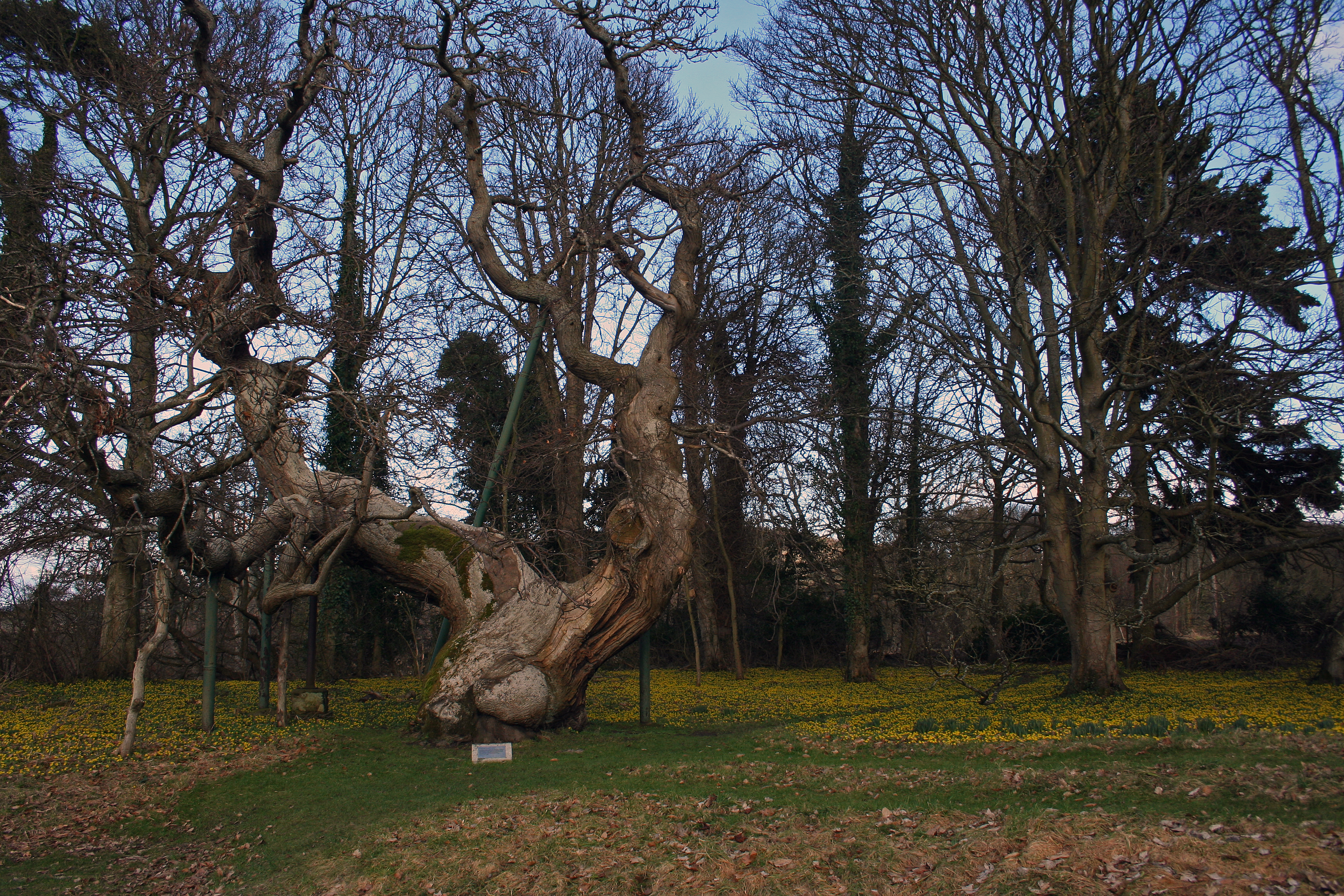
El castaño plantado por Ermengarda de Beaumont
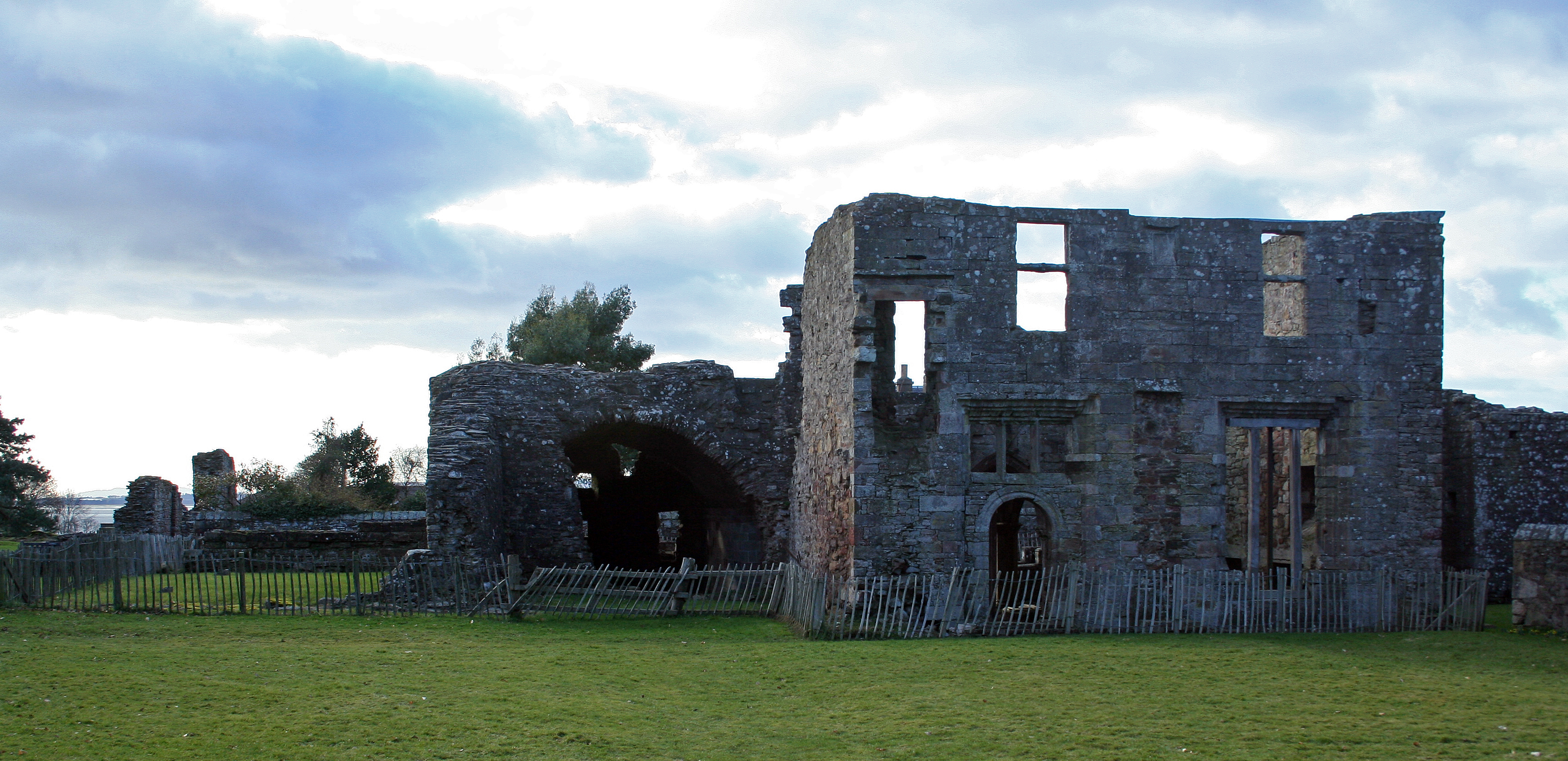
Otra vista de los edificios restantes
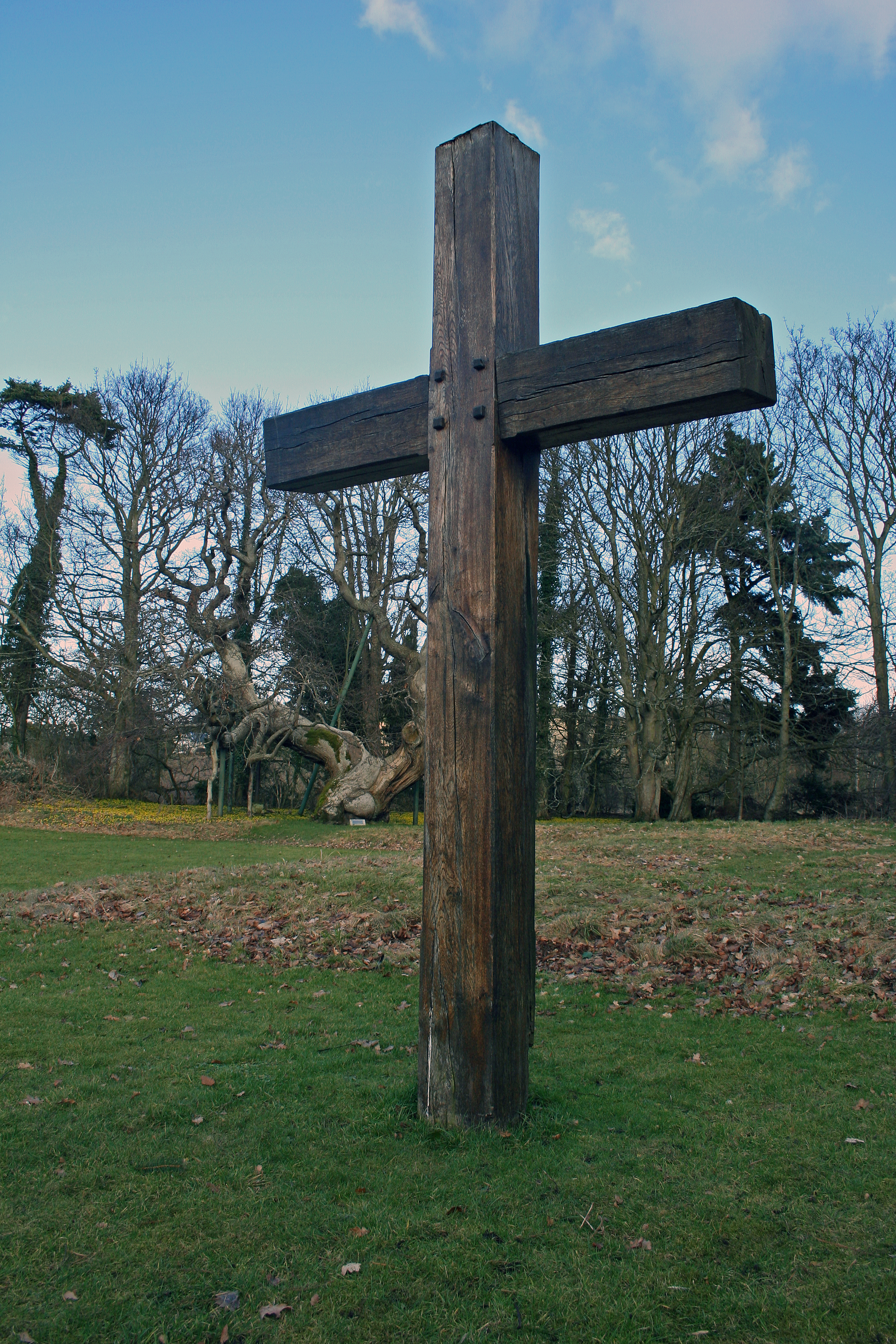
Cruz que marca el lugar donde se encontraba el altar